# Minnesota United FC
Minnesota United FC är ett amerikanskt professionellt fotbollslag från Minnesota, USA som sedan 2017 spelar i MLS. Laget var tillsammans med Atlanta United FC ligans två nya expansionslag. Laget spelade tidigare i den nya versionen av NASL (andradivisionen) och är MLS sjätte expansionslag. Laget grundades redan 2009, men då under NASL:s ägarskap.

## Historia
Inför debutsäsongen 2017 gjorde Minnesota klart med svenskduon Mohammed Saeid och John Alvbåge, vilka båda dock hann lämna klubben innan säsongen var färdigspelad. Under debutsäsongen noterades Minnesota United för en rad mindre smickrande rekord. I säsongens första match förlorade de med 1-5 mot Portland Timbers, vilket var den största förlusten ett expansionslag råkat ut för i sin MLS-debut. Det följdes av en 1-6-förlust i hemmadebuten mot Atlanta United, där temperaturen på -7ºC var den kallaste uppmätta under en MLS-match. Totalt släppte Minnesota United in 18 mål på säsongens fyra första matcher, vilket var mer än vad något lag tidigare mäktat med på de sex första matcherna under en säsong.
Efter den tunga säsongsinledningen spelade Minnesota United upp sig och slutade till sist nia av elva lag i Western Conference, vilket dock inte räckte till slutspel. Även i säsongens sista match skrev klubben in sig i historieböckerna. Tre insläppta mål där innebar att Minnesota United avslutade säsongen med 70 insläppta mål på 34 matcher. Den sämsta noteringen i MLS:s historia.

## Säsonger
| Major League Soccer | Major League Soccer | Major League Soccer | Major League Soccer | US Open Cup | US Open Cup    | Champions League | Champions League |
| Säsong              | Konferens           | Placering           | Slutspel            | Säsong      | Resultat       | Säsong           | Resultat         |
| ------------------- | ------------------- | ------------------- | ------------------- | ----------- | -------------- | ---------------- | ---------------- |
| 2017                | Western             | 9:a (av 11)         | Ej kvalificerade    | 2017        | 4:e omgången   |                  |                  |
| 2018                | Western             | 10:a (av 12)        | Ej kvalificerade    | 2018        | Åttondelsfinal |                  |                  |
| 2019                | Western             | 4:a (av 12)         | Första omgången     | 2019        | Final (2:a)    |                  |                  |

## Spelare

### Spelartrupp
| 1  | USA       | Tyler Miller    | 12 mars 1993    | Los Angeles FC (-20)         |
| 97 | Kanada    | Dayne St. Clair | 9 maj 1997      | University of Maryland (-19) |
| 99 | Luxemburg | Fred Emmings    | 8 februari 2004 | Minnesota United FC          |
| -  | USA       | Eric Dick       | 3 oktober 1994  | Columbus Crew (-22)          |

| 4  | Kanada      | Callum Montgomery | 14 maj 1997      | FC Dallas (-21)                |
| 12 | Mali        | Bakaye Dibassy    | 11 augusti 1989  | Amiens (-20)                   |
| 14 | USA         | Brent Kallman     | 4 oktober 1990   | Creighton University (-13)     |
| 15 | Nya Zeeland | Michael Boxall    | 18 augusti 1988  | SuperSport United (-17)        |
| 19 | Madagaskar  | Romain Métanire   | 28 mars 1990     | Reims (-19)                    |
| 26 | USA         | D.J. Taylor       | 26 augusti 1997  | North Carolina FC (-21)        |
| 36 | USA         | Nabi Kibunguchy   | 5 januari 1998   | University of California (-21) |
| 77 | USA         | Chase Gasper      | 25 januari 1996  | University of Maryland (-19)   |
| -  | Jamaica     | Oniel Fisher      | 22 november 1991 | Los Angeles Galaxy (-22)       |

| 5  | USA       | Jacori Hayes    | 29 juni 1995      | FC Dallas (-20)                       |
| 8  | Honduras  | Joseph Rosales  | 6 november 2000   | CAI de La Chorrera (-21)              |
| 10 | Argentina | Emanuel Reynoso | 16 november 1995  | Boca Juniors (-20)                    |
| 11 | Danmark   | Niko Hansen     | 14 september 1994 | Houston Dynamo (-21)                  |
| 17 | Finland   | Robin Lod       | 17 april 1993     | Sporting Gijón (-19)                  |
| 20 | USA       | Wil Trapp       | 15 januari 1993   | Inter Miami (-21)                     |
| 23 | Frankrike | Adrien Hunou    | 19 januari 1994   | Rennes (-21)                          |
| 24 | USA       | Justin McMaster | 30 juni 1999      | Wake Forest University (-21)          |
| 25 | USA       | Aziel Jackson   | 25 oktober 2001   | Crossfire Premier Developmental (-21) |
| 31 | USA       | Hassani Dotson  | 16 augusti 1997   | Oregon State University (-19)         |
| -  | Honduras  | Kervin Arriaga  | 5 januari 1998    | Marathón (-22)                        |

| 7  | Argentina | Franco Fragapane     | 6 februari 1993 | Talleres (-21)               |
| 29 | Liberia   | Patrick Weah         | 5 december 2003 | Saint Louis University (-21) |
| -  | Ghana     | Abu Danladi          | 18 oktober 1995 | Nashville SC (-22)           |
| -  | Sydafrika | Bongokuhle Hlongwane | 20 juni 2000    | Maritzburg United (-22)      |